# Jim Mulholland
James „Jim“ Mulholland (* um 1950 in Rockville Centre, New York) ist ein US-amerikanischer Drehbuchautor, der sporadisch auch als Filmproduzent und Schauspieler zum Einsatz kommt. Im Laufe seiner Karriere wurde er bereits 20 Mal für einen Primetime Emmy Award nominiert, konnte diese Auszeichnung jedoch nie gewinnen. Den Großteil seiner Karriere arbeitete er an der Seite seines kongenialen Autorenpartners Michael „Mike“ Barrie, wobei beide eigentlich ausschließlich in humoristischen Produktionen eingesetzt wurden und dabei auch oftmals für Sketche zu speziellen Sendungen zuständig waren.

## Leben und Karriere

### Karrierebeginn
Seine Karriere als Drehbuchautor und Monologschreiber begann Mulholland etwa um sein 19. Lebensjahr, als er 1969 erstmals im Autorenteam der Joan Rivers Show vertreten war. Trotz seines verhältnismäßig jungen Alters war er in den Jahren 1970 und 1971 auch noch in zwei Episoden von The Kraft Music Hall im Einsatz. Ebenfalls im Jahre 1970 wurde er, wie etwa zwei Jahre zuvor Mike Barrie von Johnny Carson ins Team der Tonight Show Starring Johnny Carson geholt. Ab diesem Zeitpunkt begleitete ihn Barrie über seine gesamte weitere Karriere, wobei die beiden nicht nur als Autoren zu Late-Night-Shows und anderen Talkshows ein kongeniales Team bildeten, sondern auch bei verschiedenen Fernsehspecials aber auch Kinofilmen zusammenarbeiteten. Während er ab 1970, anfangs erst etwas langsamer, in The Tonight Show Starring Johnny Carson eingeführt wurde, kam er in den Anfangsjahren auch in zahlreichen anderen Talkshows zum Einsatz, wo er Erfahrung sammeln sollte. So wurde er im Jahre 1971 in etwa 30 Episoden von The Dick Cavett Show eingesetzt und war im Folgejahr auch am Drehbuch zu einer Folge der Sitcom All in the Family beteiligt. Parallel zu den Arbeiten an The Dean Martin Show, wo er von 1973 bis 1974 an den Drehbüchern zu 26 verschiedenen Episoden beteiligt war, schrieb er im Jahre 1973 auch das Drehbuch zu einer Episode von Mary Tyler Moore und war im gleichen Jahr auch noch bei 23 Folgen von Jack Paar Tonite im Einsatz. Andere Einsätze als Drehbuchautor hatte er Anfang der 1970er unter anderem bei der Ausstrahlung der 23rd Annual Primetime Emmy Awards im Jahre 1971 und bei der Ausstrahlung der 24th Annual Primetime Emmy Awards im darauffolgenden Jahr. Außerdem war er 1972 auch noch bei Jubiläumssendung The Tonight Show Starring Johnny Carson 10th Anniversary als Drehbuchautor im Einsatz und war gleichzeitig im Jahre 1974 an der rund einstündigen Sendung Andy Williams Presents beteiligt.

### Erfolgreiche Zeit bis 1980
Mitte der 1970er Jahre war er weiterhin bei verschiedenen Serien im Einsatz und schrieb so zum Beispiel Drehbücher zu 15 Episoden der nur kurzlebigen Fernsehserie Cher, mit der gleichnamigen Sängerin in der Hauptrolle. 1976 war er bei zwei Episoden der mit fünf Folgen begrenzten Miniserie Ivan the Terrible im Einsatz, sowie im Jahre 1977 an einer Folge von Welcome Back, Kotter. Dies war auch das letzte Mal, dass sich Mulholland an einer anderen Fernsehserie bzw. Talkshow außer der Tonight Show Starring Johnny Carson beteiligt hatte. Danach war er parallel zur Tonight Show vorwiegend bei verschiedenen im Fernsehen ausgestrahlten Specials und Ausstrahlungen jedmöglicher Preisverleihungen im Einsatz, fand aber im Laufe der Jahre auch den Weg ins Filmgeschäft, wo er sein Talent als Drehbuchschreiber von Fernseh- und Kinofilmen unter Beweis stellte. In den Jahren 1975 bis 1976 war er auch als Drehbuch- und Sketchschreiber von David Frost Presents the Guinness Book of World Records, Selling of Vince D’Angelo, The Second Annual Comedy Awards und That Was the Year That Was – 1976 im Einsatz. Im Jahre 1979 wurde er zum ersten Mal als Drehbuchautor und Monologschreiber ins Team geholt, das alljährlich mit der Ausstrahlung der Oscarverleihung beschäftigt ist. So war er bei der Oscarverleihung 1979 als Schreiber der Sendung The 51st Annual Academy Awards im Einsatz, die im Verlauf des Jahres selbst einen Emmy gewann und für weitere drei nominiert wurde. Bereits bei dieser Verleihung trat sein Wegbereiter Johnny Carson als Host in Erscheinung, der dieses Amt danach noch weitere vier Mal übernahm und dabei jedes Mal Mulholland und seinen ebenso erfahrenen Partner Mike Barrie mit ins Team holte. Während er im Jahre 1979 auch noch am 17-Jahr-Special der Tonight Show, Tonight Show Starring Johnny Carson 17th Anniversary Special, arbeitete, war er bereits bei der Oscarverleihung 1980 ein weiteres Mal an der Fernsehausstrahlung des Filmpreises im Einsatz. The 52nd Annual Academy Awards erhielt dabei im Laufe des Jahres fünf Emmy-Nominierungen.

### Weitere Erfolge ab 1980
Im Jahre 1980 folgten für Mulholland Arbeiten am Fernsehspecial Johnny Carson’s 18th Anniversary Special, sowie Arbeiten an der Ausstrahlung der All-Star Inaugural Gala, die am 19. Januar 1981 ihre Premiere hatte. Im Jahre 1981 konnte Jim Mulholland auch seinen ersten namhaften Preis für seine Leistungen im Fernsehgeschäft entgegennehmen. Dabei gewann er bei der Primetime-Emmy-Verleihung 1981 einen Primetime Emmy Award in der Kategorie „Outstanding Writing in a Variety, Music or Comedy Program“ für sein bereits langjähriges Engagement bei The Tonight Show Starring Johnny Carson. Weitere Auftritte im Jahre 1981 hatte Mulholland unter anderem bei der Oscarverleihung 1981 mit der Spezialsendung The 53rd Annual Academy Awards, sowie mit der Jubiläumsausstrahlung The Tonight Show Starring Johnny Carson 19th Anniversary Special und seinem ersten Kinofilm Harry läßt die Puppen tanzen, bei dem er allerdings nicht im Abspann aufscheint. 1982 wurde er zum bereits vierten Mal hintereinander bei einer Oscarverleihung eingesetzt. Bei der Oscarverleihung 1982 war er dabei ein weiteres maßgeblich an den Monologen der Fernsehproduktion The 54th Annual Academy Awards beteiligt. Ebenfalls 1982 wurde zum 20-Jahre-Jubiläum der Tonight Show unter der Beteiligung Mulhollands die Sendung Tonight Show Starring Johnny Carson 20th Anniversary produziert. 1983 folgten Einsätze in Likely Stories, Vol. 2, Likely Stories, Vol. 4, Focus on Fishko und Johnny Carson’s 21st Anniversary. Im Jahr darauf folgte schließlich der fünfte Oscar-Einsatz, wobei er bei der Oscarverleihung 1984 abermals am Drehbuch rund um die Produktion von The 56th Annual Academy Awards beteiligt war und in diesem Jahr auch maßgeblich an Filmproduktionen mitarbeitete.
So war er unter anderem in den Spezialsendungen Tonight Show Starring Johnny Carson 22nd Anniversary und Johnny Carson Presents the Tonight Show Comedians im Einsatz und schrieb zudem das Drehbuch zur TV-Produktion Welcome to the Fun Zone. Zusammen mit seinem kongenialen Partner Mike Barrie schrieb er auch das Drehbuch zum ebenfalls 1984 veröffentlichten Film T.V. – Total verrückt, bei dem Danny DeVito in einer Hauptrolle und ebenso als Regisseur in Erscheinung trat. Barrie und Mulholland wurden für ihre Arbeiten am Drehbuch im Jahre 1986 mit einem WGA Award in der Kategorie „Original/Adapted Comedy Anthology“ ausgezeichnet. Mit DeVito arbeiteten die beiden bereits einige Mal in der Vergangenheit zusammen. Nachdem er sich im Folgejahr vorwiegend an der Produktion von The Tonight Show Starring Johnny Carson beteiligte, gab er 1986 schließlich sein Debüt als Filmproduzent. Bei Many Happy Returns belegte er zusammen mit seinem treuen Freund Barrie auch die Position des Drehbuchautors. 1987 folgte für die beiden Autoren der Film Amazonen auf dem Mond oder Warum die Amis den Kanal voll haben, zu dem sie ebenfalls das Drehbuch schrieben. Eine weitere Produktion der beiden war in diesem Jahr die Jubiläumssendung The Tonight Show Starring Johnny Carson 25th Anniversary Special, zu der sie abermals die Sketche schrieben. Danach zog sich das Autorenduo weitgehend zurück und arbeiteten beinahe ausschließlich an der Tonight Show. Erst 1991 kamen die beiden wieder in anderen Produktionen zum Einsatz, als sie beim Sketch-Comedy-Special Life As We Know It! als Drehbuchautoren eingesetzt wurden. Außerdem schrieben die beiden auf Basis von Claude Magniers Werken das Drehbuch zum Film Oscar – Vom Regen in die Traufe, bei dem Mulholland auch zu seiner ersten Schauspielrolle seit 1968 kam, als er damals in der Carol Burnett Show mit einem Sketch auftrat und durch diesen in gewisser Weise auch als Sketchschreiber Drehbuchautor entdeckt wurde. Im Film Oscar – Vom Regen in die Traufe trat er auch in der Rolle des Oscar in Erscheinung, die allerdings keine Hauptrolle war, sondern eine eher unwesentliche Nebenrolle.

### Von der „Tonight Show“ zur „Late Show with David Letterman“
Mit dem 22. Mai 1992 folgte schließlich das Aus für Johnny Carson in der Tonight Show, da er beschloss, in die wohlverdiente Rente zu gehen. Mit ihm verließen unter anderem auch Barrie und Mulholland das Team rund um die Produktion der langjährigen und sehr erfolgreichen Late-Night-Show. Mulholland wurde dabei im Abspann der letzten Episode unter seinem vollständigen Namen als James Mulholland aufgelistet. Zuvor arbeitete er noch an Johnny Carson’s 29th Anniversary mit. Bis zu seinem Ausscheiden wurde er für sein Engagement in der Show insgesamt fünf Mal für einen Emmy nominiert. Nach dem bereits genannten Mal im Jahr 1981 wurde er dabei auch noch in den Jahren 1986, 1987, 1989 und 1992 nominiert. In den Jahren 1986, 1987 und 1989 wurde er dabei in der Kategorie „Outstanding Writing in a Variety or Music Program“ nominiert und 1992 in der Kategorie „Outstanding Individual Achievement in Writing in a Variety or Music Program“. Nach der Tonight Show arbeiteten Barrie und Mulholland weiterhin zusammen und schrieben unter anderem das Drehbuch zum 1993 veröffentlichten Comedy-Special Public Enemy #2 auf SCTV. Außerdem waren die beiden in diesem Jahr am rund einstündigen Special Basic Values: Sex, Shock & Censorship in the 90’s als Drehbuchautoren beteiligt. Im weiteren Verlauf des Jahres 1994 wurden die beiden Autoren schließlich ins Produktionsteam der Late Show with David Letterman geholt, wo ihre Drehbücher ab September 1994 verwendet wurden. Noch im selben Jahr schrieben Barrie und Mulholland das Drehbuch zur Sendung The Johnny Carson Collection, His Favorite Moments from 'The Tonight Show': 1962–1992. Im Jahre 1995 wurde Mulholland zum ersten Mal mit der Late Show für einen Emmy nominiert, dies gelang ihm in der Kategorie „Outstanding Individual Achievement in Writing for a Variety or Music Program“ für sein Engagement in der auf Video veröffentlichten Produktion Late Show with David Letterman: Video Special. Bereits im Folgejahr wurde Mulholland für seine Arbeiten an Late Show with David Letterman: Video Special II ein weiteres Mal für einen Emmy in dieser Kategorie nominiert. Danach wurde er bis einschließlich 2009 in jedem Jahr für einen Emmy nominiert, konnte den Preis aber nie gewinnen. Dabei wurde er ab 1997 immer in der gleichen Kategorie nominiert, die sich im Laufe der Jahre lediglich einiger Namensänderungen unterziehen musste. Seine bis dato (Stand: Mai 2011) Emmy-Nominierung hatte er bei der Primetime-Emmy-Verleihung 2009. Im Laufe der Jahre wurde Mulholland nicht nur für zahlreiche Emmys nominiert, sondern in den Jahren 2000, 2001, 2002 und 2009 auch für jeweils einen WGA Award in der Kategorie „Comedy/Variety (Including Talk) – Series“. Bis dato (Stand: Mai 2011) war Mulholland bereits bei mehr als 1.500 Episoden der Late-Night-Show als Drehbuchautor im Einsatz. Zusammen mit seiner Zeit bei der Tonight Show wurde er im Laufe seiner Karriere 20 Mal für einen Emmy nominiert, blieb aber immer erfolglos.
Parallel zu seinen Arbeiten an der Show von David Letterman war er auch weiterhin als Schreiber anderer Produktionen im Einsatz, dabei unter anderem auch bei der Oscarverleihung 1995, wo er zusammen mit Barrie und zahlreichen anderen Autoren von Letterman, der als Host in Erscheinung trat, mit ins Team geholt wurden. Die Produktion The 67th Annual Academy Awards wurde im Anschluss mit einem Emmy ausgezeichnet und weitere fünf Mal nominiert. Große Bekanntheit erlangte das Duo Barrie-Mulholland aber vor allem durch den im Jahre 1995 veröffentlichten Film Bad Boys – Harte Jungs, in den Hauptrollen mit Will Smith und Martin Lawrence. Hierbei schrieben sie für Regisseur Michael Bay zusammen mit Doug Richardson das Drehbuch zum Film, der weltweit über 140 Millionen US-Dollar einspielte und so zu einem wahren Kassenschlager wurde. Außerdem waren die beiden in diesem Jahr auch an einem Teil von Favorite Deadly Sins beteiligt. 1998 folgten noch die Spezialsendungen The Best of the Dean Martin Celebrity Roasts sowie die Sendung zum fünften Jubiläum der Late Show, Late Show with David Letterman 5th Anniversary Special. Danach wurden weder Mulholland noch Barrie je in einer weiteren Spezialsendung eingesetzt und konzentrierten sich ausschließlich auf die Drehbucharbeiten zur Late Show with David Letterman, deren Team sie nun bereits das 17. Jahr angehören.

## Filmografie

### Als Drehbuchautor
Fernsehserien, Late-Night-Shows und Talkshows
- 1969: The Joan Rivers Show (? Episoden)
- 1970–1971: The Kraft Music Hall (2 Episoden)
- 1970–1992: The Tonight Show Starring Johnny Carson (1.734 Episoden)
- 1971: The Dick Cavett Show (30 Episoden)
- 1972: All in the Family (1 Episode)
- 1973: Mary Tyler Moore (1 Episode)
- 1973: Jack Paar Tonite (23 Episoden)
- 1973–1974: The Dean Martin Show (26 Episoden)
- 1975–1976: Cher (15 Episoden)
- 1976: Ivan the Terrible (2 Episoden)
- 1977: Welcome Back, Kotter (1 Episode)
- seit 1994: Late Show with David Letterman (1.500+ Episoden)

Filme und Specials
- 1971: The 23rd Annual Primetime Emmy Awards
- 1972: The 24th Annual Primetime Emmy Awards
- 1972: The Tonight Show Starring Johnny Carson 10th Anniversary
- 1974: Andy Williams Presents
- 1975: David Frost Presents the Guinness Book of World Records
- 1976: Selling of Vince D’Angelo
- 1976: The Second Annual Comedy Awards
- 1976: That Was the Year That Was – 1976
- 1979: The 51st Annual Academy Awards
- 1979: Tonight Show Starring Johnny Carson 17th Anniversary Special
- 1980: The 52nd Annual Academy Awards
- 1980: Johnny Carson’s 18th Anniversary Special
- 1981: All-Star Inaugural Gala
- 1981: The 53rd Annual Academy Awards
- 1981: The Tonight Show Starring Johnny Carson 19th Anniversary Special
- 1981: Harry läßt die Puppen tanzen (...All the Marbles; in der BR Deutschland auch Kesse Bienen auf der Matte)
- 1982: The 54th Annual Academy Awards
- 1982: Tonight Show Starring Johnny Carson 20th Anniversary
- 1983: Likely Stories, Vol. 2
- 1983: Likely Stories, Vol. 4
- 1983: Focus on Fishko
- 1983: Johnny Carson’s 21st Anniversary
- 1984: The 56th Annual Academy Awards
- 1984: Welcome to the Fun Zone
- 1984: Tonight Show Starring Johnny Carson 22nd Anniversary
- 1984: Johnny Carson Presents the Tonight Show Comedians
- 1984: T.V. – Total verrückt (The Ratings Game)
- 1986: Many Happy Returns
- 1987: Amazonen auf dem Mond oder Warum die Amis den Kanal voll haben (Amazon Women on the Moon)
- 1987: The Tonight Show Starring Johnny Carson 25th Anniversary Special
- 1991: Life As We Know It!
- 1991: Oscar – Vom Regen in die Traufe
- 1991: Johnny Carson’s 29th Anniversary
- 1993: Public Enemy #2
- 1993: Basic Values: Sex, Shock & Censorship in the 90’s
- 1994: The Johnny Carson Collection, His Favorite Moments from 'The Tonight Show': 1962–1992
- 1995: Late Show with David Letterman: Video Special
- 1995: The 67th Annual Academy Awards
- 1995: Bad Boys – Harte Jungs (Bad Boys)
- 1995: Favorite Deadly Sins
- 1996: Late Show with David Letterman: Video Special II
- 1998: The Best of the Dean Martin Celebrity Roasts
- 1998: Late Show with David Letterman 5th Anniversary Special

### Als Produzent
- 1986: Many Happy Returns

### Als Schauspieler
- 1968: The Carol Burnett Show (1 Episode)
- 1991: Oscar – Vom Regen in die Traufe (Oscar)

## Nominierungen und Auszeichnungen

### Nominierungen
Primetime Emmy Awards
- 1981: Primetime Emmy Award in der Kategorie „Outstanding Writing in a Variety, Music or Comedy Program“ für sein Engagement in The Tonight Show Starring Johnny Carson
- 1986: Primetime Emmy Award in der Kategorie „Outstanding Writing in a Variety or Music Program“ für sein Engagement in The Tonight Show Starring Johnny Carson
- 1987: Primetime Emmy Award in der Kategorie „Outstanding Writing in a Variety or Music Program“ für sein Engagement in The Tonight Show Starring Johnny Carson
- 1989: Primetime Emmy Award in der Kategorie „Outstanding Writing in a Variety or Music Program“ für sein Engagement in The Tonight Show Starring Johnny Carson
- 1992: Primetime Emmy Award in der Kategorie „Outstanding Individual Achievement in Writing in a Variety or Music Program“ für sein Engagement in The Tonight Show Starring Johnny Carson
- 1995: Primetime Emmy Award in der Kategorie „Outstanding Individual Achievement in Writing for a Variety or Music Program“ für sein Engagement in Late Show with David Letterman: Video Special
- 1996: Primetime Emmy Award in der Kategorie „Outstanding Individual Achievement in Writing for a Variety or Music Program“ für sein Engagement in Late Show with David Letterman: Video Special II
- 1997: Primetime Emmy Award in der Kategorie „Outstanding Writing for a Variety or Music Program“ für sein Engagement in Late Show with David Letterman
- 1998: Primetime Emmy Award in der Kategorie „Outstanding Writing for a Variety or Music Program“ für sein Engagement in Late Show with David Letterman
- 1999: Primetime Emmy Award in der Kategorie „Outstanding Writing for a Variety or Music Program“ für sein Engagement in Late Show with David Letterman
- 2000: Primetime Emmy Award in der Kategorie „Outstanding Writing for a Variety, Music or Comedy Program“ für sein Engagement in Late Show with David Letterman
- 2001: Primetime Emmy Award in der Kategorie „Outstanding Writing for a Variety, Music or Comedy Program“ für sein Engagement in Late Show with David Letterman
- 2002: Primetime Emmy Award in der Kategorie „Outstanding Writing for a Variety, Music or Comedy Program“ für sein Engagement in Late Show with David Letterman
- 2003: Primetime Emmy Award in der Kategorie „Outstanding Writing for a Variety, Music or Comedy Program“ für sein Engagement in Late Show with David Letterman
- 2004: Primetime Emmy Award in der Kategorie „Outstanding Writing for a Variety, Music or Comedy Program“ für sein Engagement in Late Show with David Letterman
- 2005: Primetime Emmy Award in der Kategorie „Outstanding Writing for a Variety, Music or Comedy Program“ für sein Engagement in Late Show with David Letterman
- 2006: Primetime Emmy Award in der Kategorie „Outstanding Writing for a Variety, Music or Comedy Program“ für sein Engagement in Late Show with David Letterman
- 2007: Primetime Emmy Award in der Kategorie „Outstanding Writing for a Variety, Music or Comedy Program“ für sein Engagement in Late Show with David Letterman
- 2008: Primetime Emmy Award in der Kategorie „Outstanding Writing for a Variety, Music or Comedy Program“ für sein Engagement in Late Show with David Letterman
- 2009: Primetime Emmy Award in der Kategorie „Outstanding Writing for a Variety, Music or Comedy Series“ für sein Engagement in Late Show with David Letterman

WGA Awards
- 2000: WGA Award in der Kategorie „Comedy/Variety (Including Talk) – Series“ für sein Engagement in Late Show with David Letterman
- 2001: WGA Award in der Kategorie „Comedy/Variety (Including Talk) – Series“ für sein Engagement in Late Show with David Letterman
- 2002: WGA Award in der Kategorie „Comedy/Variety (Including Talk) – Series“ für sein Engagement in Late Show with David Letterman
- 2009: WGA Award in der Kategorie „Comedy/Variety (Including Talk) – Series“ für sein Engagement in Late Show with David Letterman

### Auszeichnungen
- 1986: WGA Award in der Kategorie „Original/Adapted Comedy Anthology“ für sein Engagement in T.V. – Total verrückt